# Kings Island
Kings Island (Isla De Los Reyes) es un parque temático situado en Mason, en el Condado de Warren, en Ohio, Estados Unidos. El parque que es gestionado en 2016 por el grupo Cedar Fair Entertainment, formó parte de la cadena Paramount Parks hasta 2006.

## Historia
Kings Island abrió sus puertas por primera vez en 1972 en lo que entonces eran las afueras de Deerfield (cerca de Cincinnati), promovido por la Taft Broadcasting Company. La cadena de difusión tomó el nombre del parque del dueño anterior, la King Powder Company, que había fundado la ciudad de Kings Mills para sus trabajadores. El parque, ubicado entre la carretera Interestatal 71 y el río Little Miami en las afueras de Deerfield, fue anexionado a la ciudad de Mason en 1997.
Kings Island sustituyó a Coney Island, un popular parque de atracciones situado 16 kilómetros al este de Cincinnati, que debió cerrarse por ocupar terrenos inundables. Este parque fue reabierto posteriormente, pero con una superficie más pequeña. Numerosas atracciones de Coney Island fueron trasladadas en su momento a Kings Island.
En 1992, Kings Island fue adquirido por Paramount Comunication con otros cuatro parques temáticos en Estados Unidos y en Canadá; el parque fue rebautizado como Paramount's Kings Island. Dos años más tarde, Viacom compró Paramount, y se dividió en dos compañías, Viacom y CBS Corporation.
En 2006, la Cedar Fair Entertainment compró los Parques de Paramount a la CBS Corporation.

## Los comienzos
La pieza central de King Island ha sido siempre la réplica a escala 1:3 de la Torre Eiffel, ubicada cerca de la fuente real sobre la avenida de entrada principal. Otra réplica de la torre se encuentra en el parque Kings Dominion.
La atracción estrella del parque era The Racer, una montaña rusa de madera de dos pistas paralelas diseñada por John Allen.
Las demás montañas rusas presentes en 1972 eran Bavarian Beetle, una de las pequeñas montañas rusas en metal compradas a Coney Island (cerrada desde 1979) y Scooby-Doo, una montaña rusa de madera (rebautizada The Beastie en 1979 y después Fairly Odd Coaster en 2006).

## Montañas rusas

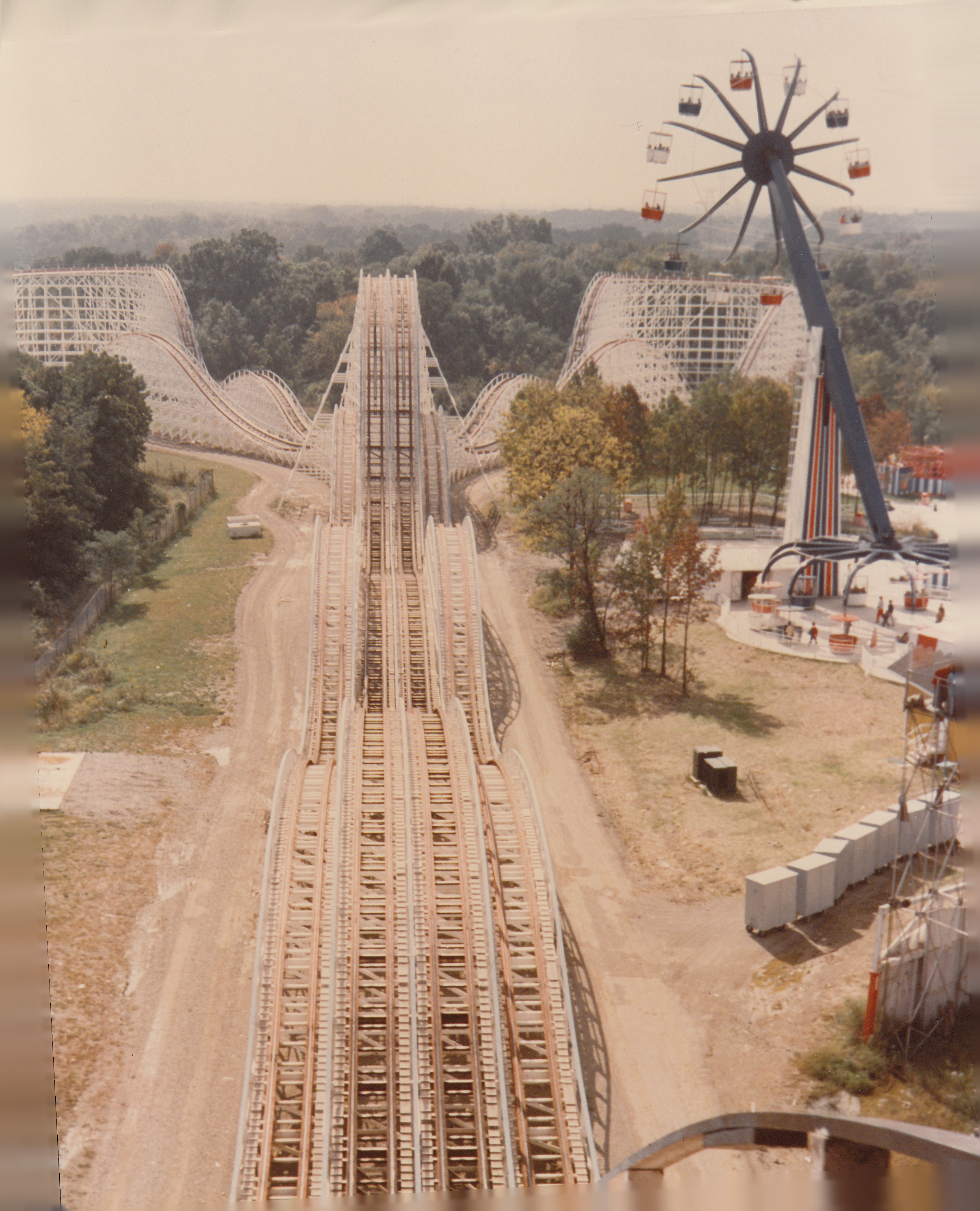
Vista de The Racer en los años 1970, con la noria de doble giro Zodiac a la derecha

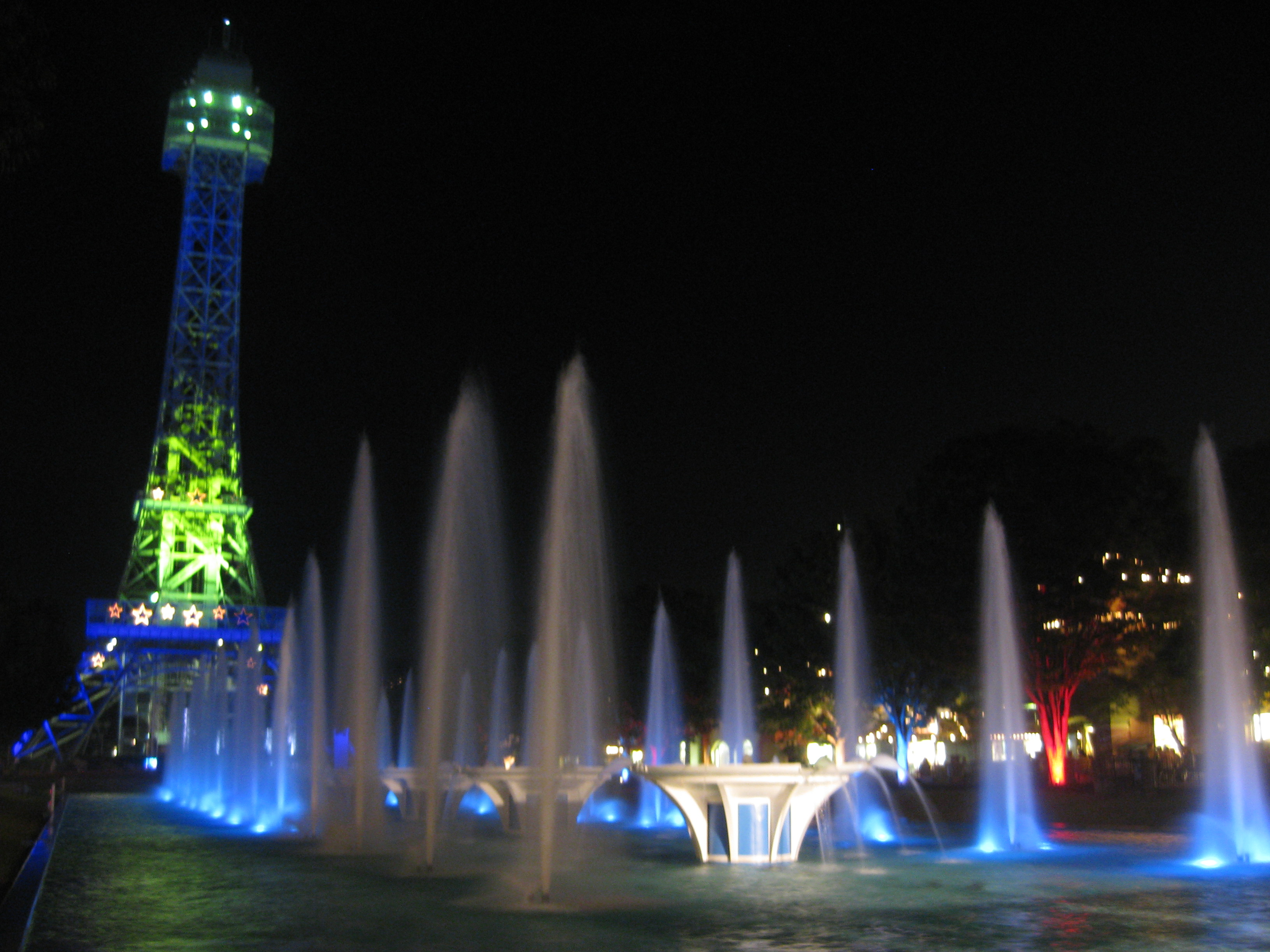
Vista nocturna de la réplica de la Torre Eiffel y de las fuentes

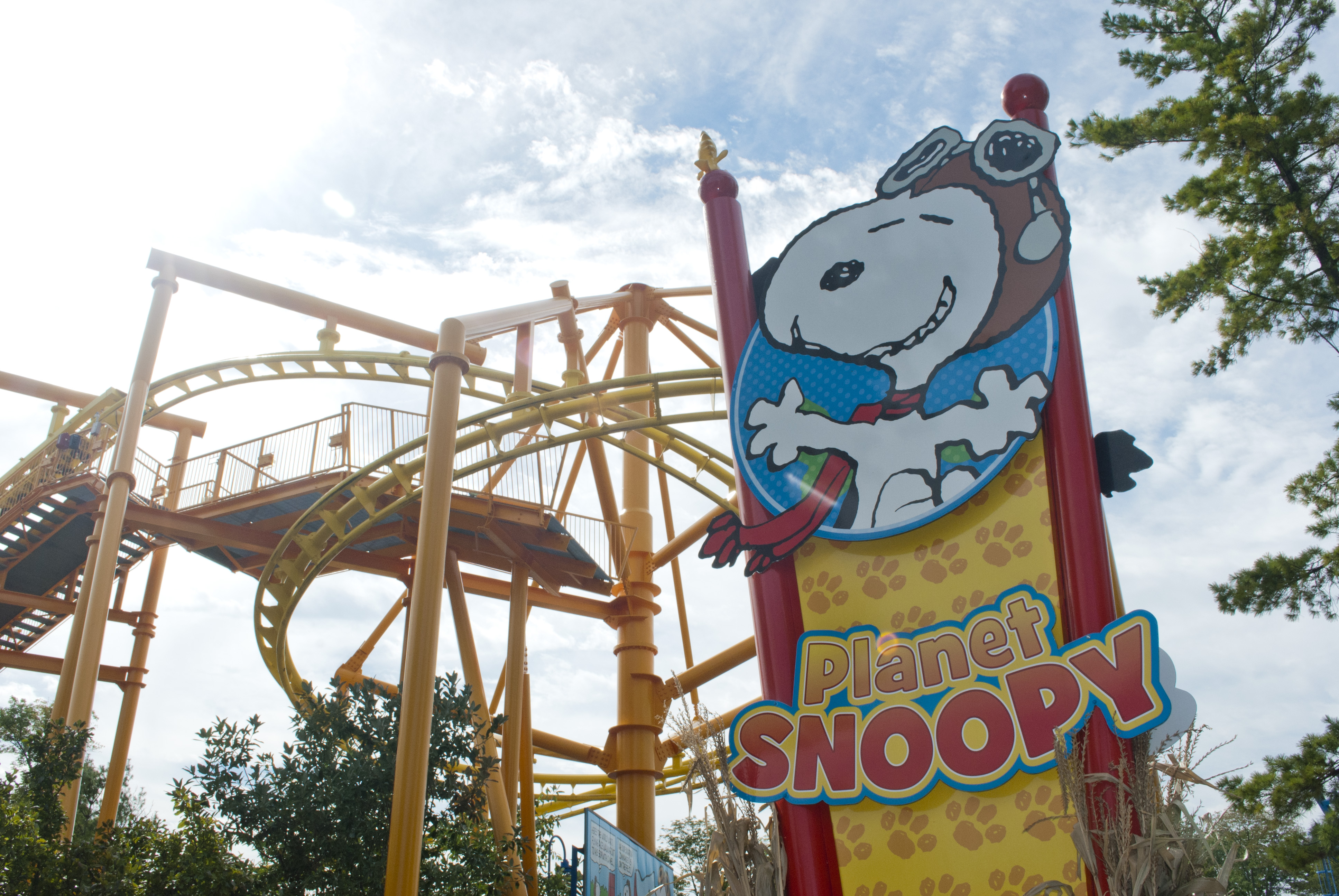
Entrada al Planet Snoopy

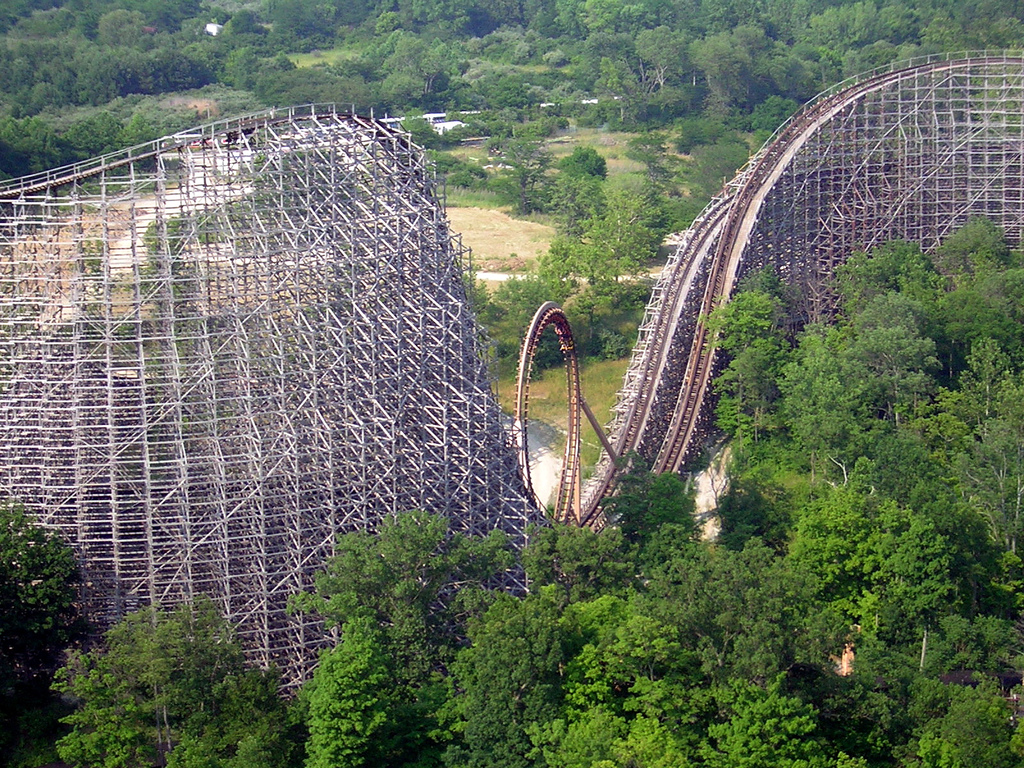
Lazo del Son of Beast

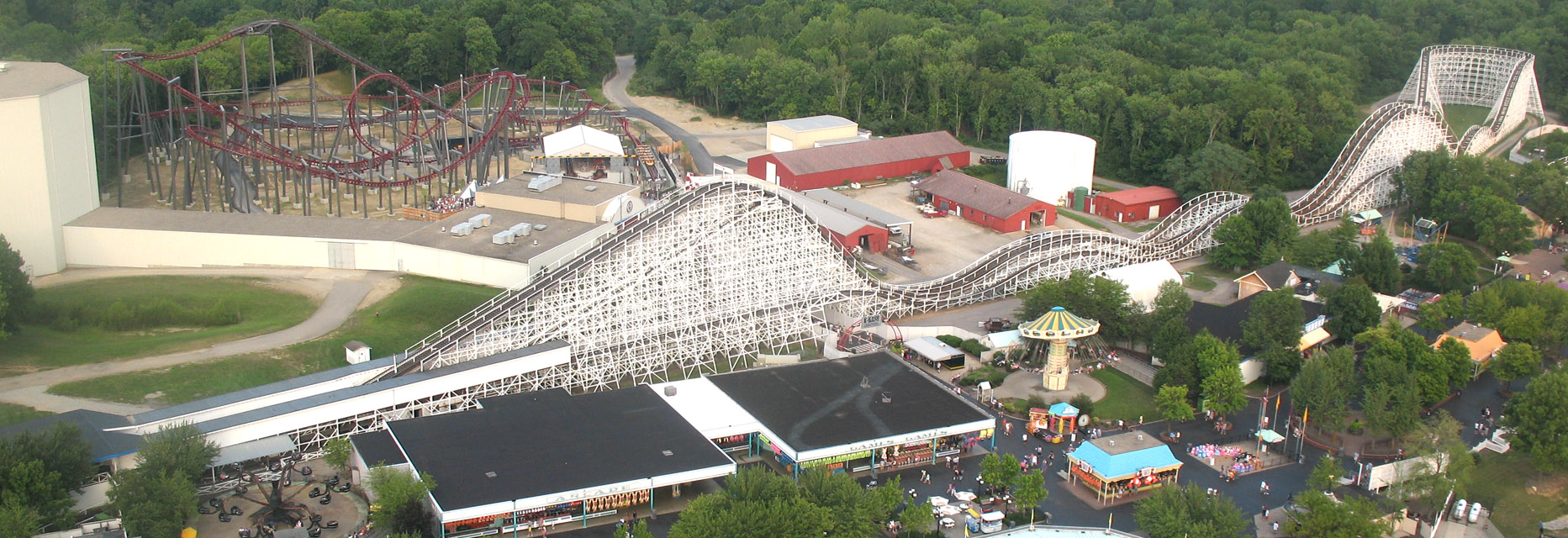
Vista aérea de The Racer, Firehawk y Flight of Fear

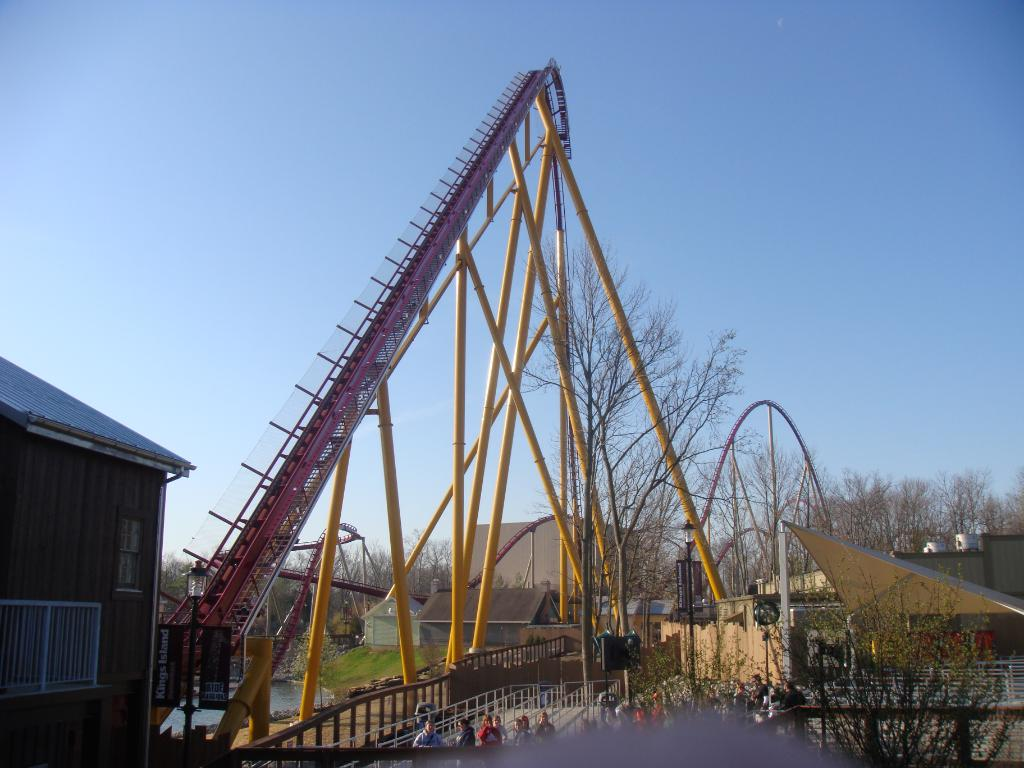
Diamondback's lift hill

| Nombre de la atracción  | Tipo                               | Constructor                          | Año de apertura | Foto |
| ----------------------- | ---------------------------------- | ------------------------------------ | --------------- | ---- |
| Adventure Express       | Tren de la mina                    | Arrow                                | 1991            |      |
| Backlot Stunt Coaster   | Montaña rusa lanzada               | Premier Rides                        | 2005            |      |
| Banshee                 | Montaña rusa invertida             | Bolliger & Mabillard                 | 2014            |      |
| Beast                   | Montaña rusa de madera             | Charlie Dinn                         | 1979            |      |
| Diamondback             | Mega montaña rusa Hypercoaster     | Bolliger & Mabillard                 | 2009            |      |
| Firehawk                | Montaña rusa voladora              | Vekoma                               | 2007            |      |
| Flight Deck             | Montañas rusa suspendida           | Arrow                                | 1993            |      |
| Flight of Fear          | Montaña rusa lanzada               | Premier Rides                        | 1996            |      |
| Flying ACE Aerial Chase | Montaña rusa suspendida            | Vekoma                               | 2001            |      |
| Great Pumpkin Coaster   | Montaña rusa                       | Miler Coaster                        | 1992            |      |
| Invertigo               | Montaña rusa invertida / Invertigo | Vekoma                               | 1999            |      |
| The Racer               | Montaña rusa de madera             | Philadelphia Toboggan Coasters, Inc. | 1972            |      |
| Vortex                  | Montaña rusa de sujeción inferior  | Arrow                                | 1987            |      |
| Woodstock Express       | Montaña rusa de madera             | Philadelphia Toboggan Coasters, Inc. | 1972            |      |